# گوتلیب مدل
گوتلیب مَدل (آلمانی: Gottlieb Madl) تدوین‌گر است. وی تدوین‌گر فیلم‌هایی همچون زندانی پادشاه و تونل بوده‌است.